# オルト＝バラガン
オルト＝バラガン (ロシア語: Орто-Балаган、サハ語: Орто Балаҕан)とは、ロシア連邦サハ共和国オイミャコン地区にある村。地区の中心地であるウスチ＝ネラから583 km離れている。人口は341人（2002年）。